# Peter Morgan
Peter Julian Robin Morgan, CBE (født 10. april 1963) er en britisk manuskriptforfatter og dramatiker.